# Gájatri-mantra
A  Gájatri vagy Szavitri  a legősibb imaformulák (mantrák) egyike. Szavitrihez, a Fényesség és Világosság istenéhez szól
Szanszkrit szövege:
oṃ bhúr bhuvaḥ szvaḥ
tatszaviturvareṇjaṃ
bhargo devaszjadhímahi
dhijo jo naḥ pracsodaját – Rigvéda 3.62.10,
Magyarul: 
"Óm! Ó Föld, Levegőég és Menny! Adjátok, hogy elnyerjük Szavitár világosságát, és az ébressze föl emlékezésünket!"
Kibővített és hagyományos formában a Gájatri a következőképpen hangzik:

„
Ez az új és kiváló dicséret rólad;
Ó, pompás, játékos Nap, ezt ajánljuk neked;
Légy megelégedve ezzel az imámmal,
Közelítsd meg ezt a sóvárgó elmét, ahogyan a szerető ember keresi a nőt;
Legyen az a Nap, aki szemlélődik, és belelát mindenbe;
legyen a mi védelmezőnk. Meditáljunk az imádnivaló fényén;
Isteni Uralkodó fényén. Vezesse értelmünket;
Ételre vágyva kérjük a ragyogó Nap (Szavitar) ajándékát áldozatokkal és dicsérettel.”